# Thief: The Dark Project
Thief: The Dark Project es un videojuego de sigilo  desarrollado por Looking Glass Studios y publicado por Eidos Interactive para Microsoft Windows en 1998. Se sitúa en una metrópolis steampunk medieval llamada the City, el juego sigue a Garrett, un ladrón maestro entrenado por una sociedad secreta. Una edición expandida del juego, Thief Gold, fue lanzada en 1999.
Thief fue el primer juego de sigilo en utilizar la luz y el sonido como la mecánica de juego, y el primero que cuenta con una perspectiva en primera persona. El uso de esta perspectiva sin confrontación para el juego desafió el mercado de acción en primera persona; Eidos Interactive oficialmente describió el juego como un híbrido de estrategia y acción. El diseño del juego combina inteligencia artificial compleja con sistemas de simulación para permitir una jugabilidad emergente. La influencia de Thief se puede ver en los juegos de sigilo posteriores, como Tom Clancy's Splinter Cell, la serie de Hitman, y Dishonored.
El juego recibió elogios de la crítica y se ha colocado en numerosas listas de Salón de la Fama. Con ventas medio millón de unidades hasta el año 2000, es el juego de mayor éxito comercial de Looking Glass Studios. Thief fue seguido por tres juegos: Thief II: The Metal Age (2000), Thief: Deadly Shadows (2004) y Thief, desarrollados por Looking Glass Studios, Ion Storm y Eidos Montreal, respectivamente.

## Argumento
El prólogo del juego muestra a Garrett, el protagonista, que describe su juventud como un huérfano sin hogar en las calles de la Ciudad. Es capturado al intentar robar un hombre sospechoso que se revela a sí mismo como un Keeper. Impresionado por la habilidad de Garrett de verle, le ofrece la oportunidad de unirse a su orden. Garrett acepta, pero más tarde abandona la orden de seguir una vida de robo. Años después, Garrett trabaja como ladrón, y está bajo presión para unirse a una banda criminal. Como castigo por su falta de pago de una cuota de protección, él es marcado para ser asesinado por el líder del crimen Ramírez. Garrett evade los asesinos, y roba la mansión de Ramírez en represalia.
Después de esto, es abordado por una mujer llamada Viktoria, la representante de un cliente anónimo que quedó impresionado por el robo de Garrett a Ramírez. Él es contratado para robar una espada de Constantino, un noble excéntrico que recientemente llegó a la ciudad. Después de que Garrett completa la misión, Viktoria le lleva a Constantino, quien explica que él contrató a Garrett para robar su propia espada como una prueba. Constantino le ofrece una fortuna para robar el Ojo, una joya mantenida dentro de una catedral sellada y abandonada.

## Modo de juego
Thief se lleva a cabo desde una perspectiva en primera persona en un entorno 3D. Su modo de juego enfatiza la evasión en vez de la confrontación, y el personaje del jugador tiene dominio de combate y resistencia al daño limitados. Pueden usarse las sombras para evitar ser visto; un monitor en la interfaz indica el nivel de visibilidad del personaje jugador. El personaje jugador puede inclinarse, agacharse, trepar, nadar y correr, entre otras acciones. Las superficies causan cantidades de ruido variables; por ejemplo, alfombras son silenciosas y baldosas de cerámica son muy ruidosas. El jugador recibe información acerca de los personajes no jugadores mediante sonidos, tales como la superficie sobre la que caminan, su proximidad y el nivel de sospecha. El jugador puede utilizar sonidos, como arrojar un objeto para distraer a los personajes no jugadores. Cada uno de 12 niveles del juego tiene objetivos, tales como el robo de un artículo específico, que se deben completar antes de alcanzar otro nivel. Tres niveles de dificultad del juego alteran los objetivos, las rutas en el nivel, y otros aspectos. Los niveles son en gran parte sin guion, y permiten una jugabilidad emergente.
Los personajes no jugadores del juego cuentan con sistemas artificiales de inteligencia que detecta las señales visuales y auditivas; si uno de ellos ve o escucha el personaje jugador, se torna sospechoso. Dependiendo de su nivel de sospecha, el personaje no jugador puede hacer caso omiso o comenzar a buscar activamente al jugador. Los personajes no jugadores detectan el sonido de espadas, voces de otros personajes no jugadores, y cambios en su entorno, tales como manchas de sangre, puertas abiertas y los cuerpos caídos. El juego contiene tanto personajes no jugadores "guardias" y "sirvientes", que varían en sus reacciones ante el personaje del jugador: guardias llaman una alerta y atacan, mientras que sirvientes correren por ayuda. Si un guardia es herido de manera significativa, intentará escapar. El juego cuenta con personajes no humanos, como zombis, y ciertos niveles contienen elementos de terror.
El personaje jugador posee una porra y una espada, para incapacitar y matar personajes no jugadores, respectivamente. El juego cuenta con un sistema de combate de armas para los enfrentamientos directos: contiene tres ataques direccionales y la habilidad para desviar ataques. Los cuerpos caídos pueden ser recogidos y escondidos. El arco del juego puede ser utilizado para ataques a distancia o herramienta; por ejemplo, "flechas de agua" apagan antorchas y "flechas cuerda" bajan una cuerda escalable. Otras herramientas incluyen ganzúas, "bombas de destello" y pociones de velocidad, entre otras cosas. Inventarios de armas y artículos se muestran en las esquinas inferiores de la pantalla; el jugador pasa a través de ellos para seleccionar objetos. El equipo puede ser comprado entre los niveles.